# شین گو
شین گو (کره‌ای: 신구؛ زادهٔ شین سون کی، کره‌ای: 신순기؛ ۱۳ اوت ۱۹۳۶) بازیگر فیلم، تئاتر و تلویزیون اهل کره جنوبی است. شین حرفه خود را در سال ۱۹۶۲ در تئاتر گاو آغاز کرد و در آثار متعدد سینما، تئاتر و تلویزیون کره‌ای ایفای نقش کرده‌است.